# Trachea nigrescens
Trachea nigrescens là một loài bướm đêm trong họ Noctuidae.